# Прикордонне містечко
«Прикордонне містечко» (англ. Bordertown) — американська драма 2007 року режисера Ґреґорі Нави. В головних ролях зіграли Дженніфер Лопес, Антоніо Бандерас, Мартін Шин.

## Сюжет
Історія репортера на ім'я Лорен (Дженніфер Лопес) американської газети «Чикаго Сентінел», чиїм черговим редакційним завданням стає відрядження в мексиканське прикордонне містечко Сьюдад-Хуарез, де вона повинна провести власне розслідування серії нерозкритих убивств жінок-робітниць фабрик. У ході розслідування Лорен дізнається, що рахунок жертв доходить сотні. Щоб дізнатися про ситуацію більше, вона вирішує увійти в довіру робітниць місцевої фабрики, що й надалі піддає її власне життя небезпеці.

## В ролях
- Дженніфер Лопес — Лоурен Адріан
- Антоніо Бандерас — Альфонсо Діаз
- Майя Сапата — Єва Хіменес
- Сонія Брага — Тереза Касільяс
- Тереза Руїс — Сесілія Рохас
- Хуан Дієго Ботто — Марко Антоніо Саламанка
- Зейд Сільвія Гутьєррес — Лурдес Хименес
- Мартін Шин — Джордж Морган
- Рендалл Бетінкофф — Френк Козерскі
- Кейт дель Кастільйо — Єлена Діаз
- Хуанес — в ролі самого себе

## Реліз
Фільм вперше був показаний 18 травня 2006 року на Каннському кінофестивалі і 15 лютого 2007 року на Берлінському кінофестивалі. Картина була номінована на Золотого ведмедя. Показ в кінотеатрах відбувся 22 лютого 2007 року. Фільм не окупив кошторис, зібравши у світі всього $ 8 327 171. 29 січня 2008 року фільм був випущений на DVD.

## Критика
Кірку Ханікатту, оглядачу The Hollywood Reporter, фільм не сподобався: «Він хоче бути трилером, частиною журналістського розслідування, політичною трибуною і засобом для Дженніфер Лопез. Але під жоден напрямок він не підходить.» За повідомленнями ЗМІ, публіка реагувала на фільм «шиканням і приглушеними аплодисментами».

## Нагороди і номінації
- На Берлінському кінофестивалі Дженніфер Лопез отримала нагороду Міжнародна амністія.[8]
- На Берлінському кінофестивалі фільм був номінований на премію «Золотий ведмідь».